# Michael Moorcock
Michael John Moorcock (18 de diciembre de 1939) es un prolífico escritor de ciencia ficción y fantasía británico. También es editor, periodista, crítico, compositor y músico de grupos de rock como Hawkwind. Moorcock ha publicado varias novelas bien recibidas por la crítica, así como cómics, novelas gráficas y no ficción. Es particularmente conocido por sus novelas sobre el personaje de Elric de Melniboné, que fueron una influencia seminal en el campo de la fantasía en las décadas de 1960 y 1970.
Como editor de la revista británica de ciencia ficción New Worlds, entre mayo de 1964 y marzo de 1971, y de nuevo entre 1976 y 1996, Moorcock fomentó el desarrollo de la ciencia ficción de Nueva Ola en el Reino Unido e indirectamente en los Estados Unidos, lo que llevó al desarrollo del ciberpunk. De particular notoriedad fue la publicación bajo su periodo como editor de la obra Bug Jack Barron (1969) de Norman Spinrad como una novela serial, cuyo lenguaje explícito y cínica actitud hacia los políticos levantó la ira de varios miembros del Parlamento Británico, en tanto la revista recibía financiamiento público de manos del Arts Council of Great Britain.Como músico ha contribuido con bandas como Hawkwind, Blue Öyster Cult, Robert Calvert o Spirits Burning, así como en su propio proyecto personal, Michael Moorcock & The Deep Fix. 
En 2008, The Times incluyó a Moorcock en su lista de «Los 50 mejores escritores británicos desde 1945».

## Biografía
Michael Moorcock nació en Londres, Reino Unido, en diciembre de 1939, y el paisaje londinense, en particular la zona de Notting Hill Gate y Ladbroke Grove, es una influencia importante en algunas de sus obras de ficción (como las novelas de Cornelius).Abandona a los 15 años los estudios para participar en diferentes actividades del «fandom» británico, desde música hasta política (en el anarquismo).
Moorcock es un seguidor de la obra de Mervyn Peake casi tanto como detractor de J. R. R. Tolkien. En 1962 se casa con la periodista Hilary Bailey. Se divorciaría y volvería a casarse con Jill Riches, de la que se separaría en 1979.
Moorcock ha mencionado The master mind of Mars, de Edgar Rice Burroughs, El carro de las manzanas, de George Bernard Shaw, y El condestable de San Nicolás, de Edwin Lester Arnold, como los tres primeros libros no juveniles que leyó antes de empezar la escuela primaria. El primer libro que compró fue un ejemplar de segunda mano de El progreso del peregrino.
En la década de 1990, Moorcock se mudó a Texas en los Estados Unidos. Su actual esposa, Linda, es estadounidense.Pasa medio año en Texas, y el resto del año en París.

## Nueva Ola
Moorcock desde 1964 hasta 1971 edita el semanal de ficción New Worlds desde donde empieza a gestarse como la punta de lanza de un reciente movimiento regenerador y experimental conocido como Nueva Ola o New Wave. 
La fantasía occidental más clásica se basaba, en lo general, en el combate sin fin del Bien y el Mal, terminando siempre en la victoria final del Bien. Quizás como influencias del cristianismo más generalizado. Esto empieza a cambiar durante los años 60, marcados por la transgresora apuesta de romper con lo más tradicional y establecido de la sociedad.
La propuesta lanzada en un primer momento desde el semanal de Moorcock, pasa así por intentar dejarse influir por nuevos puntos de vista donde abunda la ambigüedad o el descontrol de sentimientos.

## El campeón eterno
Dentro de la fantasía heroica, centra muchas de sus novelas en el concepto del «Campeón Eterno»: Un héroe condenado con múltiples aspectos y en diferentes realidades. Estas realidades o universos paralelos interconectados entre sí forman el llamado Multiverso. En ellos hay una lucha continua no sólo entre el bien y el mal, también entre la «Ley» (orden, jerarquismo, anquilosamiento, civilización) y el «Caos» (cambio, locura, belleza inconcebible y retorcida, desorden), la supremacía de uno de los dos supone el fin de ese plano. Por encima de estas fuerzas, la «Balanza Cósmica» como una entidad arbitraria, un equilibrio entre ambas fuerzas. Los seguidores de la Balanza buscan la autorrealización y la felicidad, los del Caos y la Ley en el fondo lo que buscan es el conformismo, poder y conocimientos gracias a la pérdida de su libertad.

## Libros

### Elric de Melniboné
- Ciclo de Elric:
  - Elric de Melniboné, (Elric of Melniboné)
  - La Fortaleza de la Perla, (The Fortress of the Pearl)
  - Marinero de los Mares del Destino, (The Sailor on the Seas of Fate)
  - El misterio del Lobo blanco, (The Weird of the White wolf)
  - La torre evanescente, (The Vanishing Tower)
  - La venganza de la rosa, (The Revenge of the Rose)
  - La maldición de la Espada Negra, (The Bane of the Black Sword)
  - Portadora de tormentas. (Stormbringer)

Elric de Melniboné, es el último emperador de Melniboné, la isla dragón. En su eterna búsqueda de sí mismo abandona la ciudad de Imrryr en un autoexilio para encontrar una mejor manera de gobernar Melniboné y buscar respuesta a los misterios que lo atormentan, así deja a cargo de su reino a su primo Yyrkoon (quien trató de usurparle su reino anteriormente y fue vencido por Elric), y, deja también a su amada Cymoril, hermana de Yyrkoon. Pasa mucho tiempo fuera de su reino, viajando por los planos del multiverso, conociendo aliados como Moonglum de Elwher, un canalla pelirrojo que con el tiempo ayuda al melancólico Elric en sus problemas y peripecias.
Estos relatos, narran la vida de Elric, sus tristezas y alegrías pasajeras, como su espada llamada Tormentosa (también mencionada en algunos libros como Stormbringer) que muchas veces quita la vida de quienes más ama Elric.

### Corum
Las novelas de Moorcock basadas en su personaje llamado «Corum» (cuyo nombre completo es Corum Jhaelen Irsei) forman dos trilogías: La Trilogía de las Espadas y Las Crónicas de Corum Jhaelen Irsei:
La primera trata del exterminio de la familia y de la raza de Corum y su venganza contra los señores de los Mundos Altos. Más concretamente el tema del exterminio de la raza a la que pertenece Corum es del exterminio de dos razas antiguas; la de Corum, los Vadhagh y la de sus ancestrales enemigos, los Nadragh, con los que hace cientos de años que no se hace la guerra, tras una paz a la que se llega por "empate técnico" tras siglos de lucha e incluso tras el olvido del motivo de la guerra.
- Trilogía de las espadas:
  - El caballero de las espadas (The Knight of the Swords)
  - La reina de las espadas (The Queen of the Swords)
  - El rey de las espadas (The King of the Swords)

La segunda trilogía trata de la vida de Corum tras sus aventuras contra los señores de los Altos Mundos y el lapso de vida que pasa desposado con la Margravina Rhalina, la Mabden.
- Corum Jhaelen Irsei
  - El toro y la lanza (The Bull and the Spear)
  - El roble y el carnero (The Oak and the Ram)
  - La espada y el corcel (The Sword and the Stallion)

### Erekosë
- El campeón eterno (The Eternal Champion)
- Fénix de obsidiana (Phoenix in Obsidian)
- El Dragón en la Espada (The Dragon in the Sword)

### Dorian Hawkmoon
Los primeros libros narran la lucha de Dorian Hawkmoon y el conde Brass de La Camarga contra el Imperio de Granbretan. En muchos capítulos se entrevén las ideas, ya muy maduradas, del autor respecto al multiverso y las ideas de este sobre política y anarquía.
- El bastón rúnico:
  - La joya en la frente (The Jewel in the Skull)
  - El amuleto del dios Loco (The Mad God's Amulet)
  - La espada del amanecer (The Sword of the Dawn)
  - El bastón rúnico (The Runestaff)

La siguiente trilogía narra las aventuras de Dorian Hawkmoon tras la lucha contra el Imperio de Granbretan. De una manera más sutil, Moorcock nos adentra aún más en su idea de la cosmología de su literatura. Si hemos asimilado un mínimo del mensaje de los anteriores libros de Dorian Hawkmoon, ninguna de las ideas del autor pasarán desapercibidas.
- Crónicas del castillo de Brass:
  - El Conde Brass (Count Brass)
  - El campeón de Garathorm (The Champion of Garathorm)
  - En busca de Tanelorn (The Quest for Tanelorn)

### Jerry Cornelius
- Las crónicas de Cornelius:
  - El programa final (The Final Programme)
  - Una cura para el cáncer (A Cure for Cancer)
  - El asesino inglés (The English Assasin)
  - La condición de Muzak (The Condition of Muzak)

### Familia Von Bek
- El Perro de la Guerra y el Dolor del Mundo (The War Hound and the World's Pain)
- The Brothel in Rosenstrasse
- The Pleasure Garden of Felipe Sagittarius

### Otros
- He aquí el hombre, 1966 (Behold the Man)
- Gloriana,
- El libro de los mártires (Antología de relatos), (Moorcock's Book of Martyrs)
- La nave de los hielos (The Ice Shooner).

## Premios
- 1967, Premio Nébula por el relato He aquí el hombre
- 1972, Premio August Derleth por El caballero de las espadas
- 1973, Premio August Derleth por El rey de las espadas
- 1975, Premio August Derleth por The Sword and the Stallion
- 1976, Premio British Fantasy por The Hollow Lands
- 1977, Premio British Fantasy Guardian Fiction por La condición de Muzak
- 1978, Premio World Fantasy y John W. Campbell Memorial por Gloriana
- 2008, Damon Knight SFWA Grand Master para Michael Moorcock
- 2008, Premio Haxtur, España-Gijón a la ""Mejor Historia Larga" junto con Walter Simonson por la obra "ELRIC", en el Salón Internacional del Cómic del Principado de Asturias. También fue Nominado al "Mejor Guion" por la misma obra.

## Relacionados

### Juegos de rol
- Stormbringer (juego estadounidense publicado por primera vez en 1981)
- Elric! (juego estadounidense publicado en 1993. Traducido al castellano sin exclamación (Elric) este juego de rol no fue más que una de las ediciones de Stormbringer)

La quinta edición de Stormbringer, después de la edición Elric! de 1993, en Estados Unidos volvió a titularse Stormbringer, como en las cuatro ediciones anteriores a 1993, pero en castellano se tradujo conservando el título de la edición anterior (Elric, sin la exclamación). Para mayor claridad:
- 1981: 1.ª edición de Stormbringer (sin traducción en castellano)
- 1985: 2.ª edición de Stormbringer (sin traducción en castellano)
- 1987: 3.ª edición de Stormbringer (sin traducción en castellano)
- 1990: 4.ª edición de Stormbringer (traducida al castellano como Stormbringer)
- 1993: edición Elric! (traducida al castellano como Elric)
- 2001: 5.ª edición de Stormbringer (traducida al castellano como Elric)

### Cómics
En España, TEBEOS S.A. lanzó las siguientes adaptaciones de algunas obras de Michael Moorcock:
- Las crónicas de Corum de 16 números, posteriormente en presentación retapada en 4 volúmenes.
- Elric: el marino de los mares del destino de 13 números, posteriormente en presentación retapada en 3 volúmenes.
- Hawkmoon, Joya en la frente de 16 números, posteriormente en presentación retapada en 4 volúmenes.

Por su parte Planeta DeAgostini ha publicado Elric: la forja de un hechicero, una protosecuela en cómic de Elric de Melniboné, la primera novela del ciclo de Elric, con guion del propio Moorcock y dibujos de Walter Simonson. Planeta también publicó "Elric: Portadora de tormentas" en grapa una primera vez y, posteriormente, en tomo en 2010.
Posteriormente, también editó en formato rústica los tomos 1 y 2 de "Elric; el equilibrio perdido". 
La editorial YERMO COMICS, inició la publicación de novelas gráficas basadas en Elric. Hasta el momento, han sido editadas en 2013 "Elric 01: el trono de rubí" y en 2014 "Elric 01: Tormentosa".
También esta editorial ha iniciado la publicación en 2015 y en tapa dura, "La biblioteca Michael Moorcock" que constará de 4 volúmenes que comprenden la reedición de los materiales publicados por Pacific Comics y First Comics: "Elric of Melnibone", "Sailor on the seas of fate", "Weird of the white wolf" y "The vanishing tower"

### Películas
- El programa final